# Ferenczy Csongor
Ferenczy Csongor (Szászrégen, 1939. november 12. – 2019. április 25. vagy előtte) romániai magyar színész.

## Életpályája
A marosvásárhelyi Szentgyörgyi István Színművészeti Intézetben folytatta tanulmányait, 1962-ben végzett. 1962–1968 között a Temesvári Állami Magyar Színház tagjaként dolgozott. 1968–1972-ben a Sepsiszentgyörgyi Állami Magyar Színháznál volt színművész. 1972–1980 között a marosvásárhelyi Nemzeti Színház tagja volt. 1980-ban Magyarországra szerződött. 1980–1983 között a budapesti Várszínházban játszott. 1983-tól egészen 1996-ig a Nemzeti Színház tagja volt. 1996-tól a Veszprémi Petőfi Színház tagja volt.

## Szerepei
Fontosabb szerepei a következők:
- Shakespeare: Hamlet – Hamlet
- Shakespeare: A vihar – Alonso király
- Shakespeare: II. Richárd – Sir Gaunt
- Ibsen: Peer Gynt – Peer Gynt
- Madách Imre: Az ember tragédiája – Ádám
- Tamási Áron: Csalóka szivárvány – Czintos Bálint
- Tamási Áron: Tündöklő Jeromos – Sáska Mihály
- Gorkij: Éjjeli menedékhely – Báró
- Gorkij: Napfiai – Vagin
- Ödön von Horváth: A végítélet napja – Hudec
- Balogh Elemér – Kerényi Imre – Rossa László: Csíksomlyói passió – Lucifer
- Zilahy Lajos: Fatornyok – Bálint
- Katona József: Bánk bán – Mikhál
- Sarkadi Imre: Elveszett paradicsom – János
- Örkény István: Tóték – Tót
- Brecht: Koldusopera – Tigris Braun
- Dürrenmatt: Az öreg hölgy látogatása – Pap
- Tennessee Williams: Az ifjúság édes madara – Szenátor
- Jonson: Volpone – Corbaccio
- Gogol: Egy őrült naplója – Popriscsin
- Szörényi Levente – Bródy János: Fehér Anna – Fehér Márton
- Wilder: A mi kis városunk – Simon Stimson

## Filmszerepek
| - A ménesgazda (1978) – Kisbáró - A szerelem utolsó éjszakája (1980) - Ideiglenes paradicsom (1981) – Egy magyar százados - Megfelelő ember kényes feladatra (1984) - A vörös grófnő 1-2. (1985) - Napló apámnak, anyámnak (1990) - Az álommenedzser (1993) – Sportklub vezetője - Rosszfiúk (1999) – Kapus - Sacra Corona (2001) – Székely - Horthy, a kormányzó (2006) | - A hosszú előszoba (1973) – Nyomdász - Szervusz, Szergej 1-8. (1979-1982) - A különc (1980) – Tarczay Lajos - Liszt Ferenc (1982) – Festetich - Klapka légió (1983) – Bethlen Gergely - Magyar tájak (1983) - Belső-Somogy – narrátor (hang) - Szent Kristóf kápolnája (1983) – Miniszter - Évmilliók emlékei (1986, ismeretterjesztő filmsorozat) – narrátor (hang) - Az angol királynő (1988) – Házelnök - Égető Eszter 1-6. (1989) - Háborús tavasz – Wiesmayerék vendége - Angyalharag – Károly - Menekülők és maradók – Károly - Linda III. (1989) – Dr. Kovacsics, sportorvos - Ördögváltozás Csíkban (1993) – Székely - Ábel az országban (1994) – Győző - Kisváros (1997) – Bóta úr - Az öt zsaru (1998) – Gara |

### Szinkronszerepek
| Év   | Cím                                                     | Szereplő | Színész              | Szinkron év |
| ---- | ------------------------------------------------------- | -------- | -------------------- | ----------- |
| 1979 | Ketten (1. magyar szinkron)                             | N/A      | N/A                  | 1988        |
| 1982 | Átverés                                                 | Merrich  | George „Buck” Flower | 1985        |
| 1984 | Miss Marple történetei 01.: Holttest a könyvtárszobában | N/A      | N/A                  | 1987        |
| 1985 | Frankenstein menyasszonya (1. magyar szinkron)          | N/A      | N/A                  | 1987        |